# 19003 Erinfrey
19003 Erinfrey è un asteroide della fascia principale. Scoperto nel 2000, presenta un'orbita caratterizzata da un semiasse maggiore pari a 2,7980335 UA e da un'eccentricità di 0,0797881, inclinata di 3,58960° rispetto all'eclittica.